# Inocybe dulcamara
Inocybe dulcamara (Christian Hendrik Persoon, 1801 ex Paul Kummer, 1871) din încrengătura Basidiomycota, în familia Inocybaceae și de genul Inocybe, este o specie destul de răspândită de ciuperci otrăvitoare. Acest burete coabitează, fiind un simbiont micoriza (formează micorize pe rădăcinile arborilor). Un nume popular nu este cunoscut. În România, Basarabia și Bucovina de Nord trăiește în grupuri adesea mari și chiar în tufe cu plăcere pe sol calcar]os și silicos, pe lângă arini, mesteceni, pini și stejari, în păduri mixte, parcuri, la margini de drumuri și poteci forestiere, dar, de asemenea, pe câmpuri de pietriș și dâmburi de cenușă, mereu în conecțiune cu simbionții ei posibili. Timpul apariției este din mai până în octombrie (noiembrie).

## Taxonomie

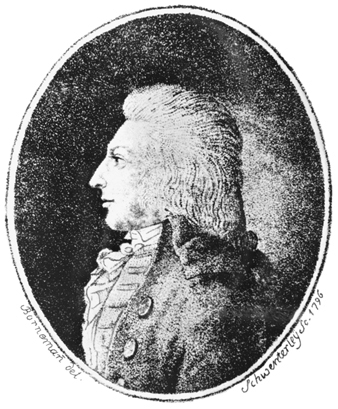
C. H. Persoon

Numele binomial Agaricus dulcamarus a fost determinat de renumitul savant bur Christian Hendrik Persoon în volumul 1 al operei sale Synopsis methodica Fungorum din 1801. Trebuie menționat că Persoon descrisese specia deja în volumul 1 al lucrării sale Icones et Descriptiones Fungorum Minus Cognitorum din 1798 drept Agaricus uniformis.
Apoi, în 1871, cunoscutul micolog german Paul Kummer a transferat specia corect la genul Inocybe, sub păstrarea epitetului, de verificat în lucrarea sa principală Der Führer in die Pilzkunde: Anleitung zum methodischen, leichten und sicheren Bestimmen der in Deutschland vorkommenden Pilze mit Ausnahme der Schimmel- und allzu winzigen Schleim- und Kern-Pilzchen, fiind numele curent valabil (2021).
Denumirea identică cu cea al lui Christian Hendrik Persoon, anume Agaricus dulcamarus, a micologilor austro-americani Johannes Baptista von Albertini și Lewis David de Schweinitz din 1822 a fost declarată ilegitimă, taxonul lui Persoon fiind ăl mai vechi și pentru numele Mallocybe dulcamara creat de micologii italieni Alfredo Vizzini, Marco Della Maggiora, Francesco Tolaini și Enrico Ercole în 2013 s-a dovedit că este doar un sinonim homotipic, zis și „de nomenclatură” (dacă același tip de specimen este baza), (starea din 2021). cu toate că Mycobank îl tot mai declară sinonim obligatoriu. Toți ceilalți taxoni sunt acceptați sinonim.
Epitetul specific este derivat din cuvintele latine (latină dulcis=dulce) și (latină amarus=amar), datorită gustului ciupercii.

## Descriere

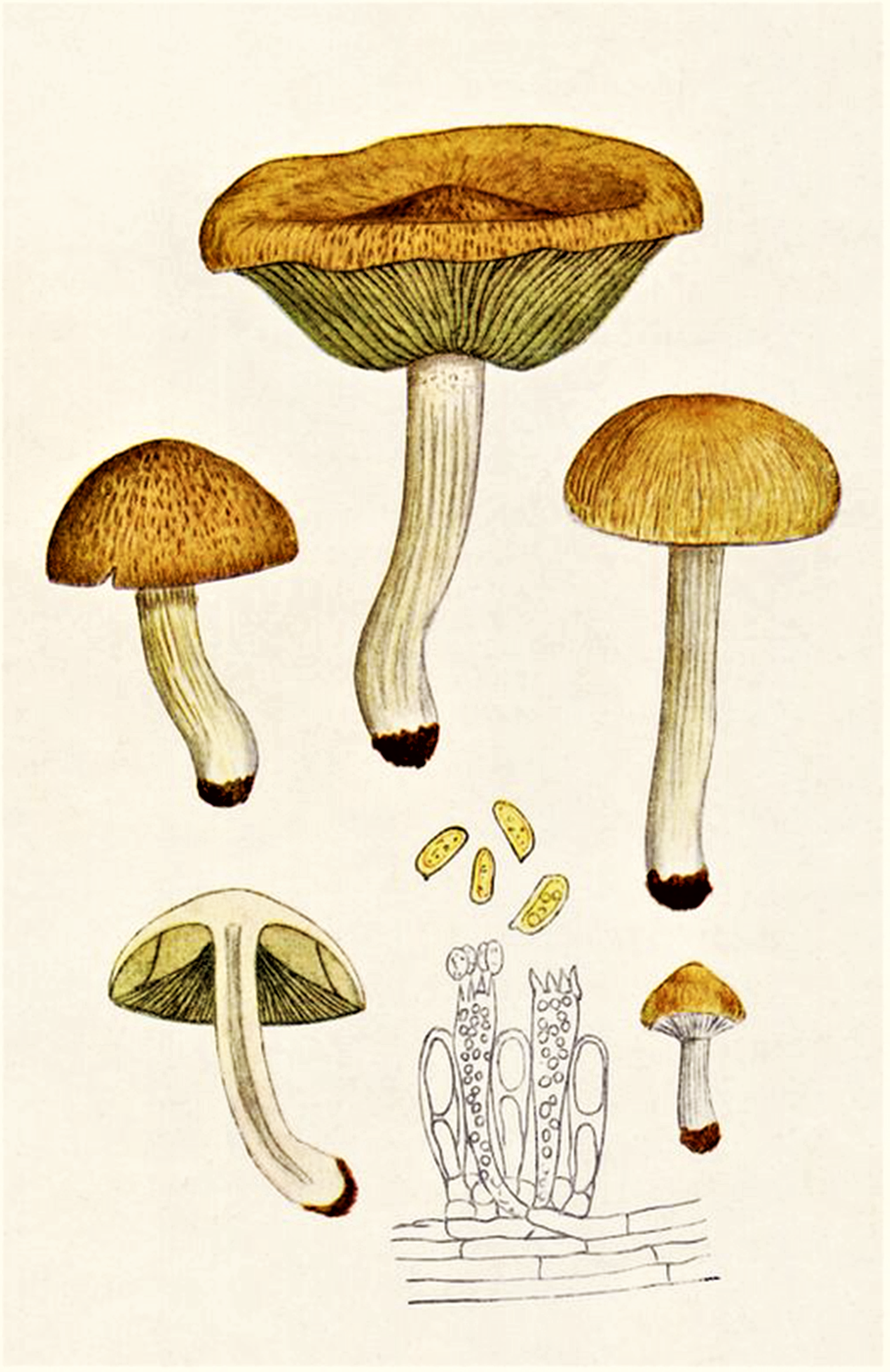
Bres.: Inocybe dulcamara

- Pălăria: destul de robustă și fibroasă are un diametru de 2-6 (8) cm, este inițial emisferică, apoi convexă până aplatizat convexă cu franjuri ale vălului scurte și mai deschise la margine, la bătrânețe adesea adâncită în mijloc, mereu cu o cocoașă tocită centrală, marginea fiind pentru mult timp răsucită spre interior. Ca una din puținele specii ale genului nu capătă crăpături sau rupturi. Cuticula uscată, mată, opacă, este pâslos-lățoasă până fin solzoasă. Coloritul inițial ocru-gălbui, devine mai târziu ocru-ruginiu și în vârstă deschis brun-măsliniu.
- Lamelele: sunt destul de subțiri și nu prea aglomerate, inegale, slab bombat atașate la picior cu un dinte, la bătrânețe nu rar ondulate parțial, muchiile cu gene fine albicioase precum în vârstă slab zimțate. Ele sunt acoperite în tinerețe de un văl parțial asemănător unui paianjeniș de aceiași culoare care se rup și dispară după scurt timp. Coloritul inițial palid ocru devine cu timpul galben-măsliniu și în sfârșit brun roșiatic deschis.
- Piciorul: fibros și ferm de 3-8 cm înălțime și de 0,3-1 cm grosime este cilindric, plin, la bătrânețe tubular gol, fără inel și fără bulb la bază. Suprafața slab canelată poate fi brumat-lânoasă, fin până grosolan pâsloasă, uneori aproape puțin solzoasă, bază fiind flocoasă până lânos-fibroasă. Coloritul, în tinerețe ocru-gălbui până galben de paie, capătă apoi nuanțe palid maronii, la bătrânețe este chiar brun roșiatic, în primul rând în zona centrală, spre vârf mereu mai deschis.
- Carnea: este robustă, dar destul de subțire, coloritul variind între galben murdar deschis, ocru-gălbui și galben-portocaliu. Mirosul este ceva prăfuit-mucegăios iar gustul în primul moment dulceag, devenind ulterior mai mult sau mai puțin amar.[3][4]
- Caracteristici microscopice: are spori de un galben diluat cu pereți groși, netezi, în formă de rinichi sau de o boabă de fasole albă, având o mărime de 8-10 (11) x 5-6 microni. Pulberea lor este de un gri-brun până brun-gălbui. Basidiile clavate cu preponderent 4 sterigme fiecare măsoară 25- 35 x 8-9 microni. Cheilocistidele (elemente sterile situate pe muchia lamelor) cilindrice, parțial cu membre multiple, dar preponderent clavate, în formă de pară sau ventricos fusiforme măsoară 25-35 x 10-15 microni, celulele terminale doar 10-25 x 5-15 microni. Trama lamelelor de 32-58 x 12-19 microni este regulară, în formă de cârnat până slab încorsetate și fără cleme. Pleurocistidele (elemente sterile situate în himenul de pe fețele lamelor) și Caulocistide (cistide situate la suprafața piciorului) lipsesc. Hifele suprafeței tijei sunt cilindrice cu capete preponderent rotunjite cu cleme.[14][15]
- Reacții chimice: nu sunt cunoscute.[16]

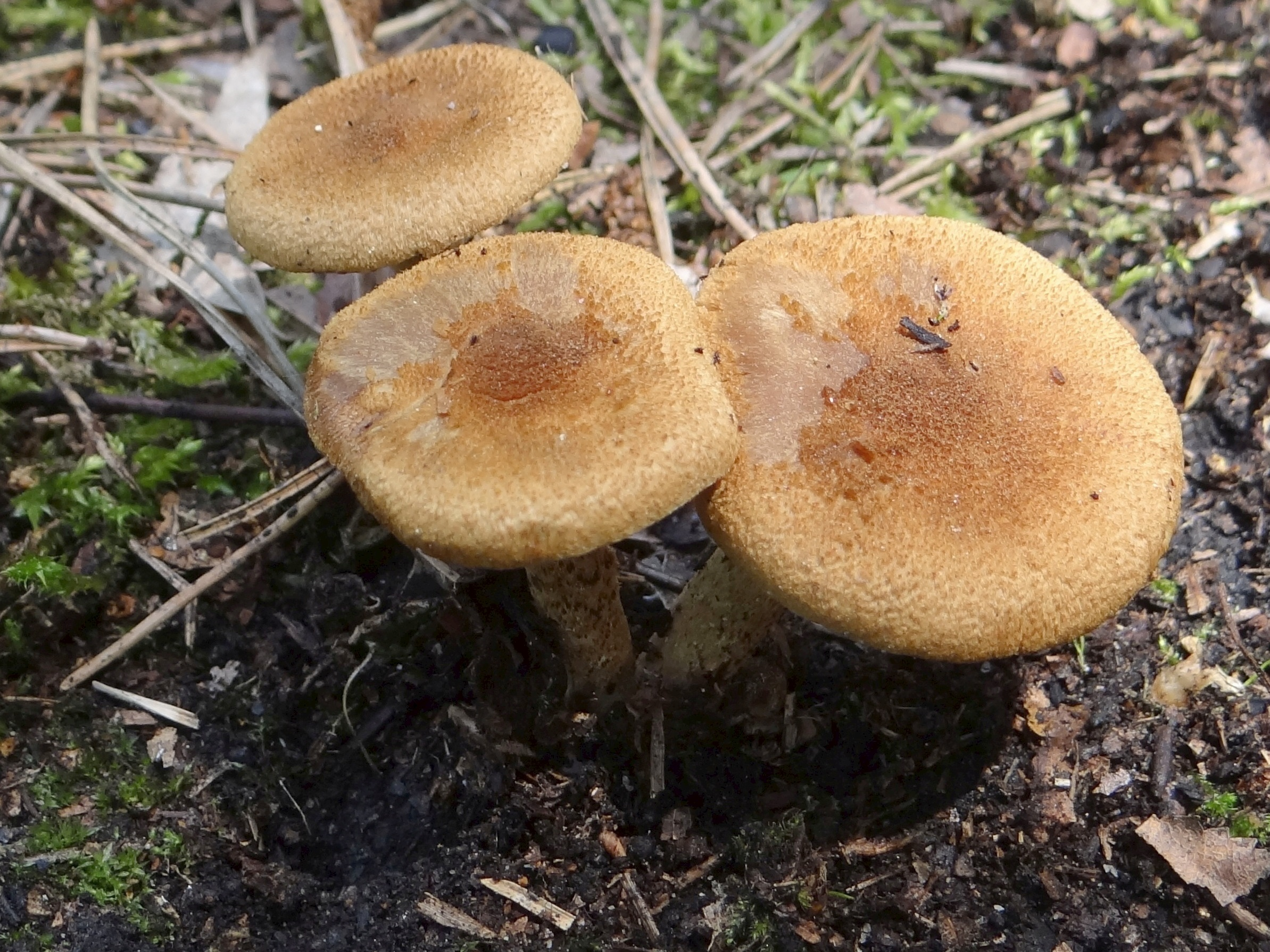
I. dulcamara, pălării
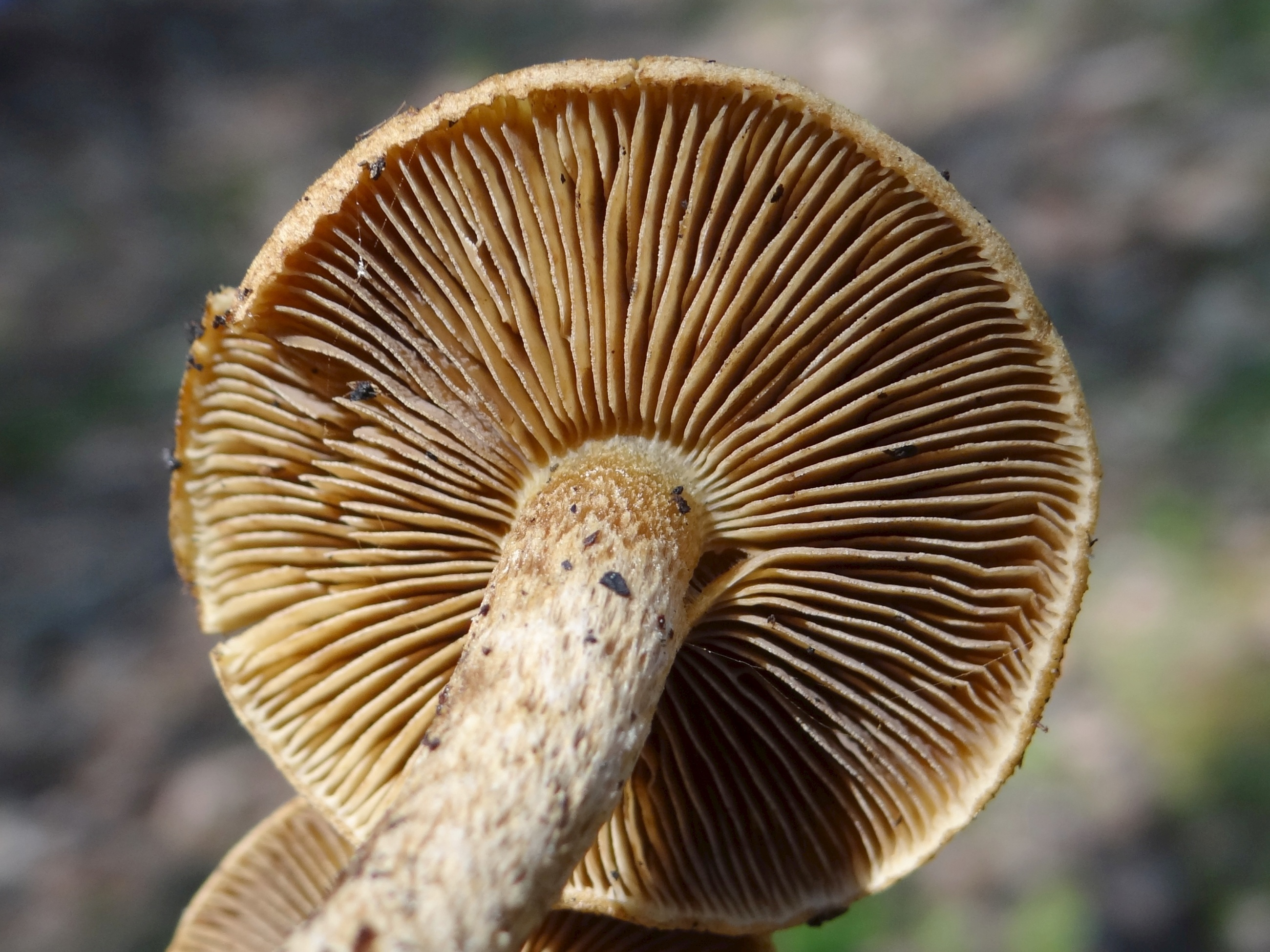
I. dulcamara, lamele și picior
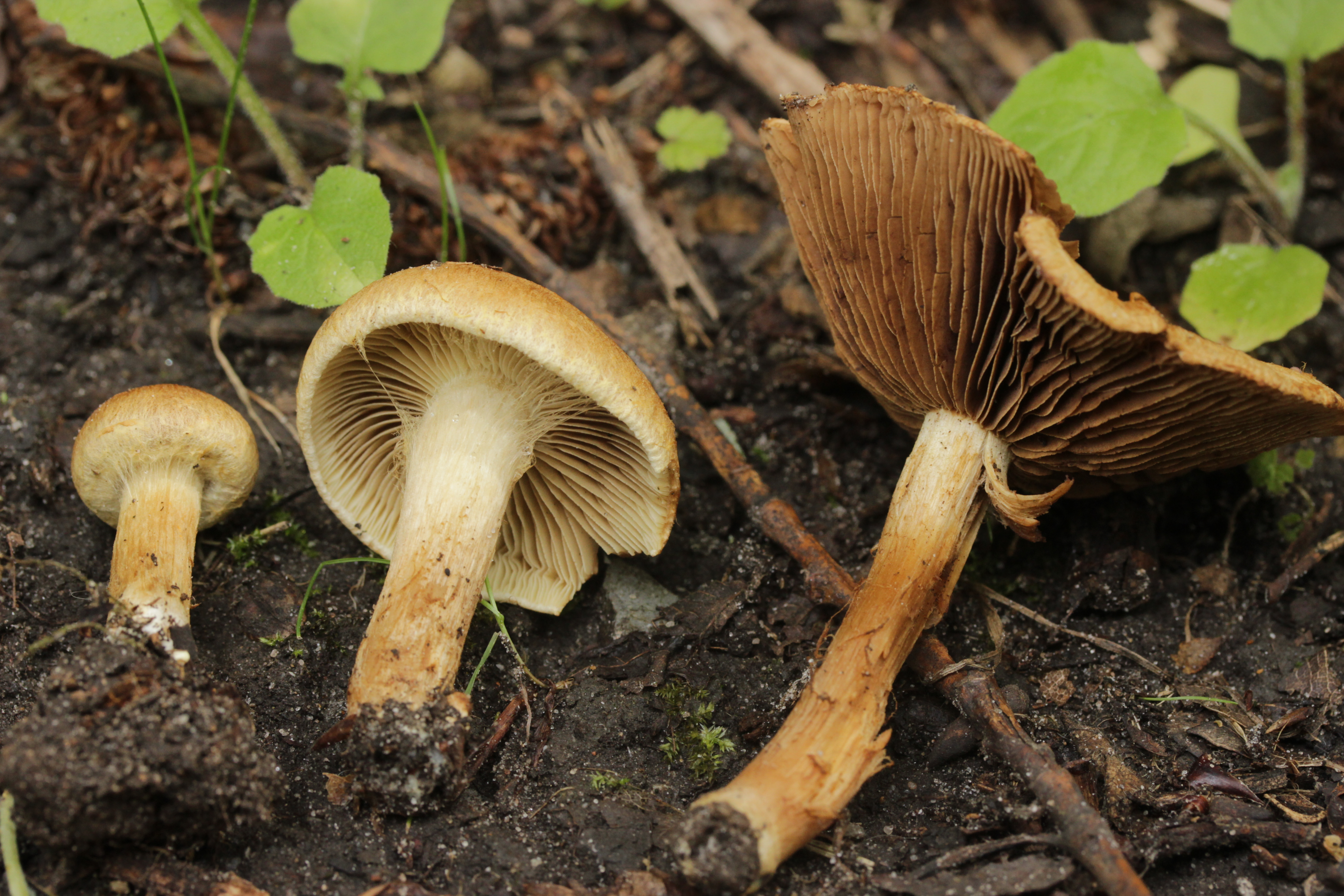
I. dulcamara, stadii de evoluție
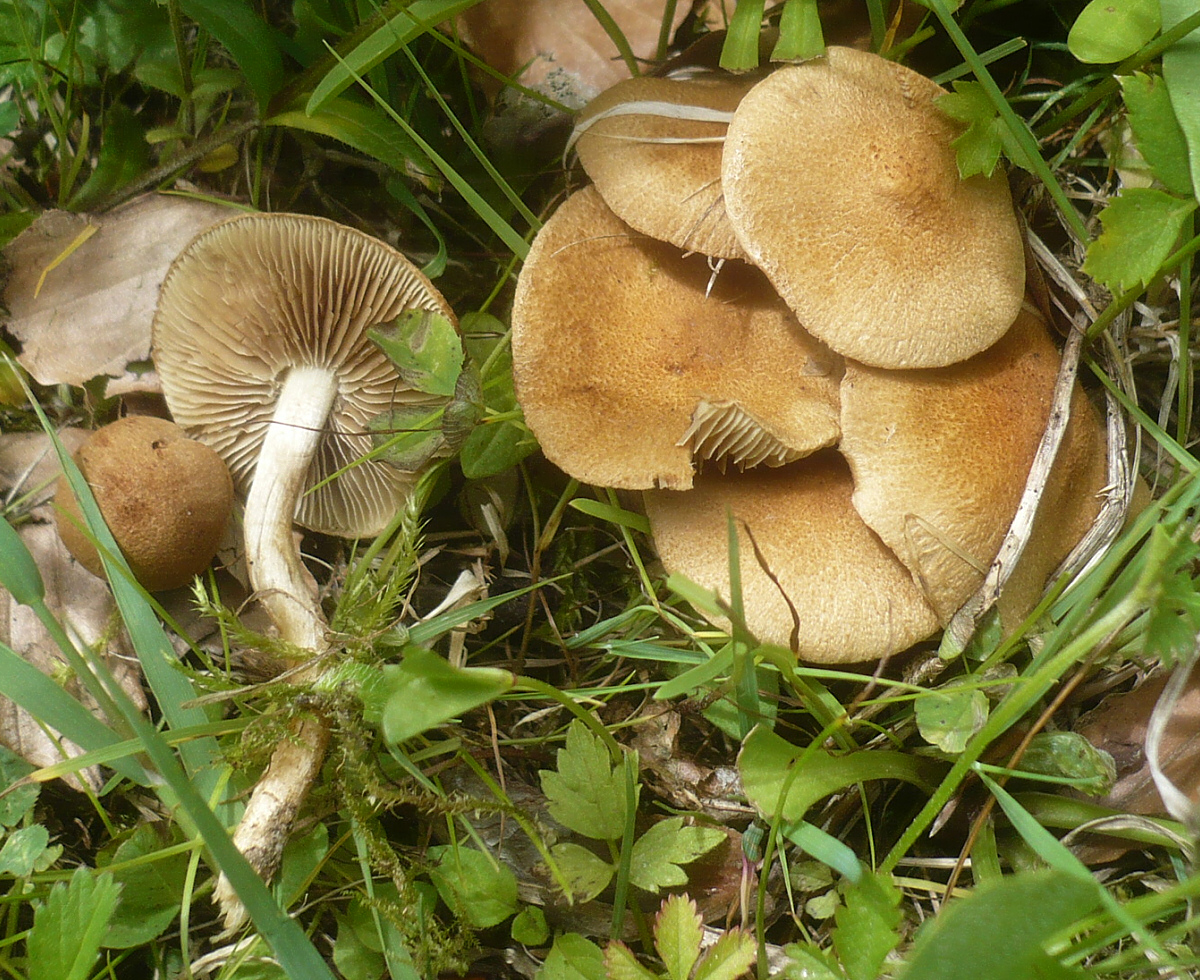
I. dulcamara, tufă

## Confuzii
Inocybe dulcamara poate nu numai fi confundată cu specii ale aceluiași gen cum sunt Inocybe fraudans (otrăvitoare), Inocybe godeyi, Inocybe hirtella (foarte otrăvitoare, poate chiar letală), Inocybe hystrix (letală), Inocybe lacera (posibil, letală, apare deja din mai în păduri mixte, pe arsuri, preferând un sol nisipos și necalcaros, miros spermatic, ceva putred, gust blând), Inocybe lanuginosa (otrăvitoare, posibil letală), Inocybe stellatospora (probabil letală) sau Inocybe terrigena (foarte otrăvitoare), ci, de asemenea, de exemplu cu Armillaria ostoyae sin.Armillaria solidipes (comestibilă), Pholiota squarrosa (de comestibilitate restrânsă), Pholiota squarrosoides (necomestibilă) sau Tricholoma vaccinum (necomestibil, ingerat în cantități mai mari toxic, se dezvoltă  în același habitat ca specia descrisă, miros făinos-pământos, gust făinos, amărui și slab iute).

## Specii asemănătoare în imagini

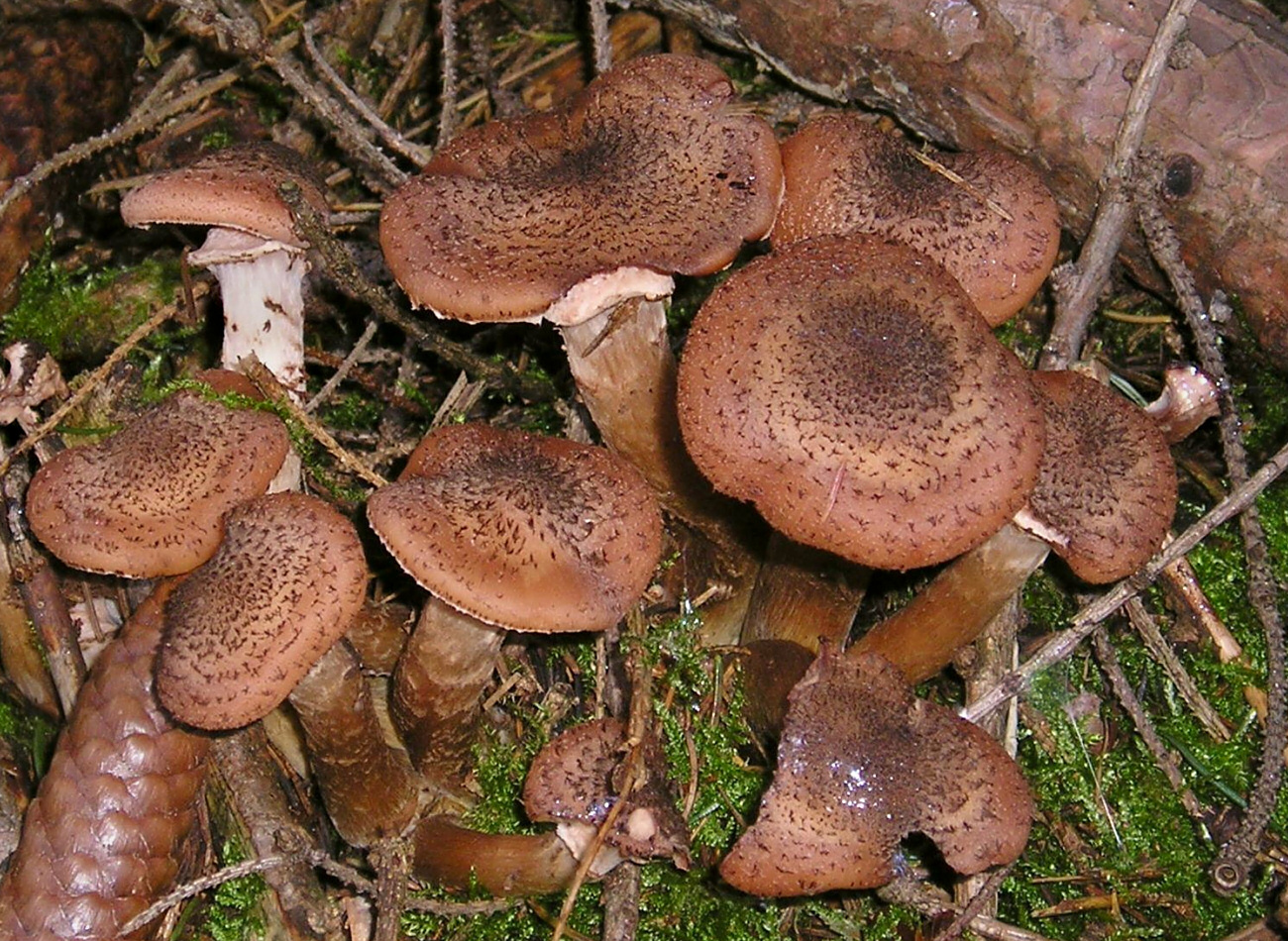
Armillaria ostoyae sin. Armillaria solidipes
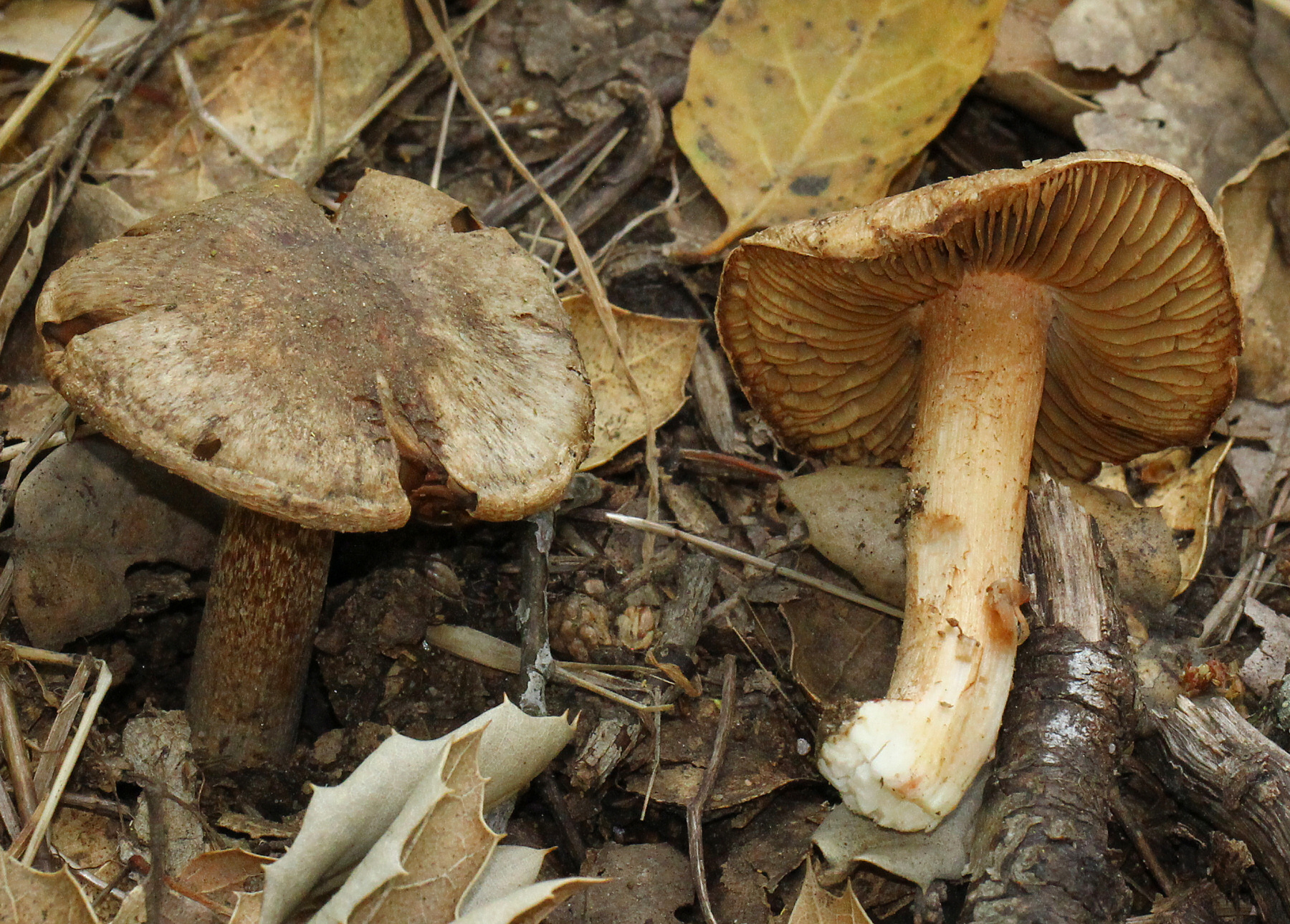
!!Inocybe fraudans!!
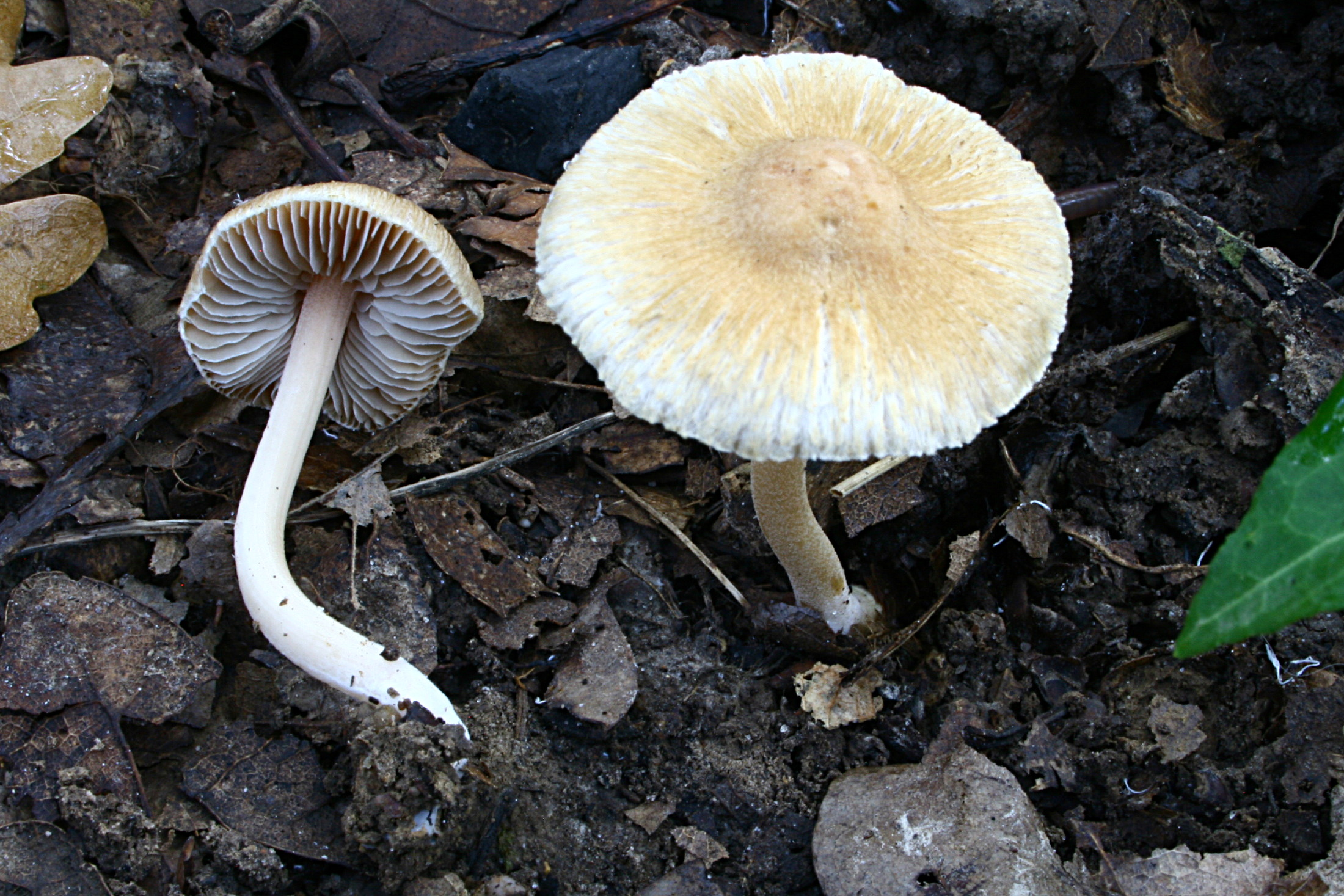
!!!Inocybe hirtella!!!
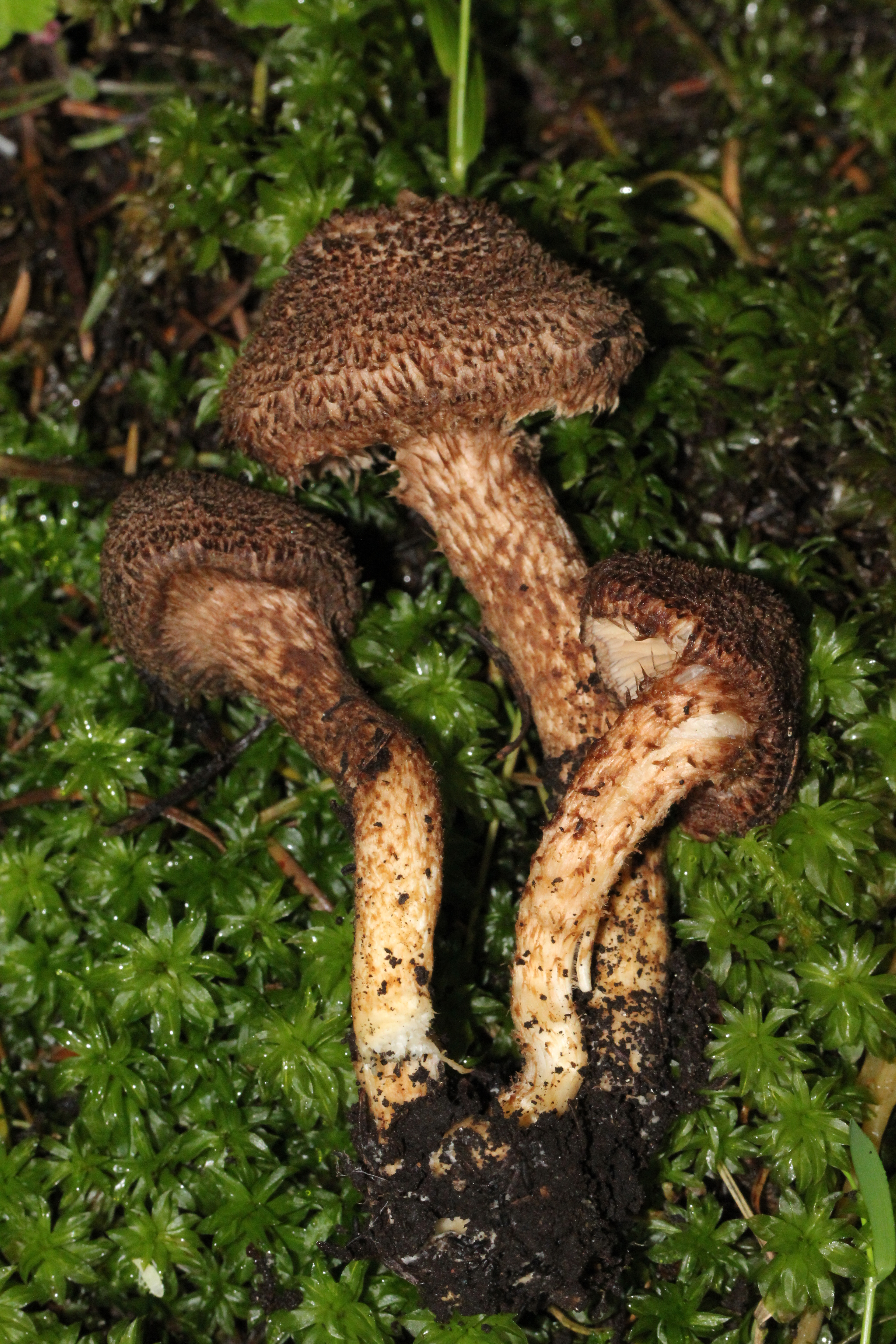
!!!Inocybe hystrix!!!
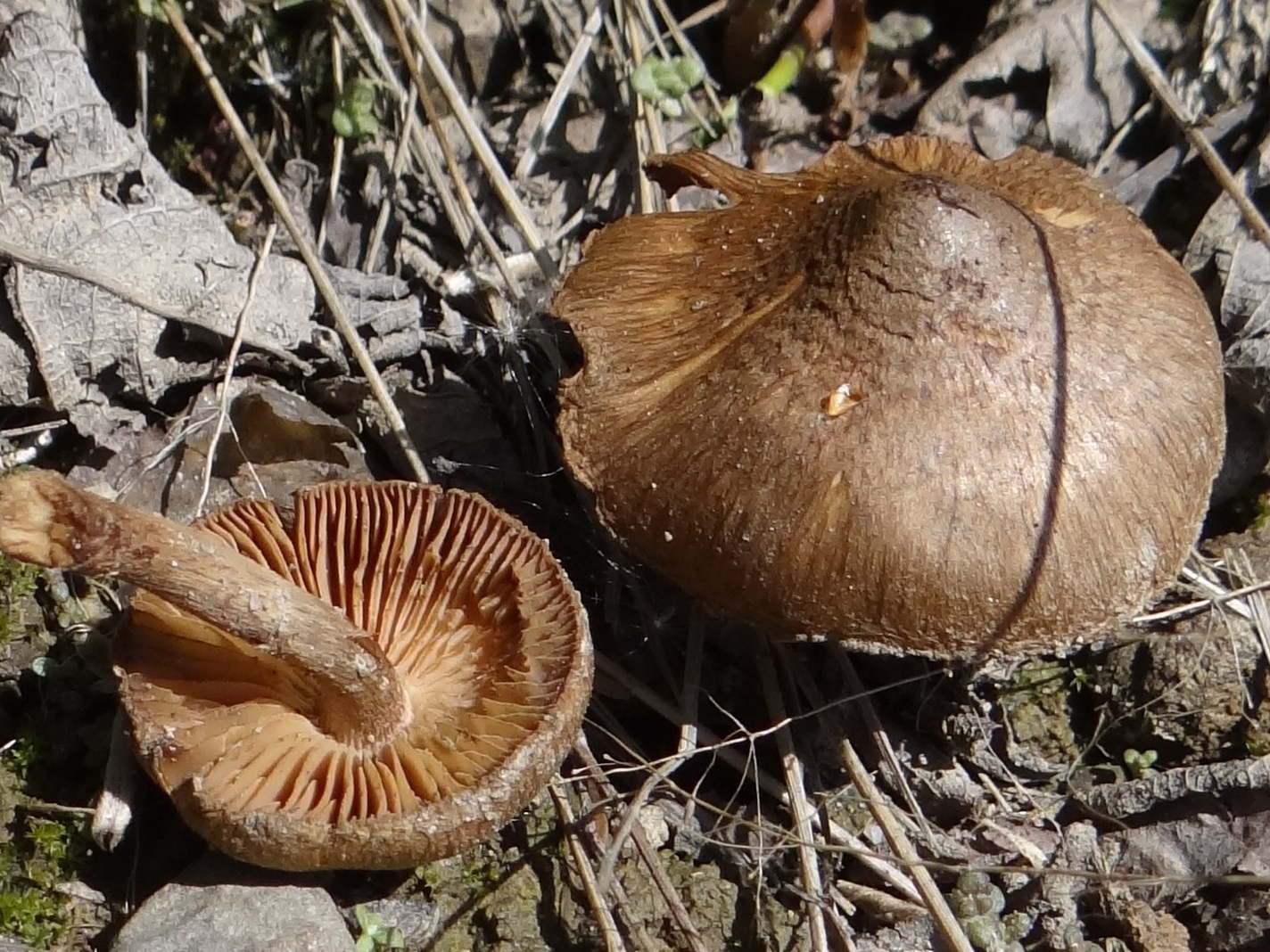
!!!Inocybe lacera!!!
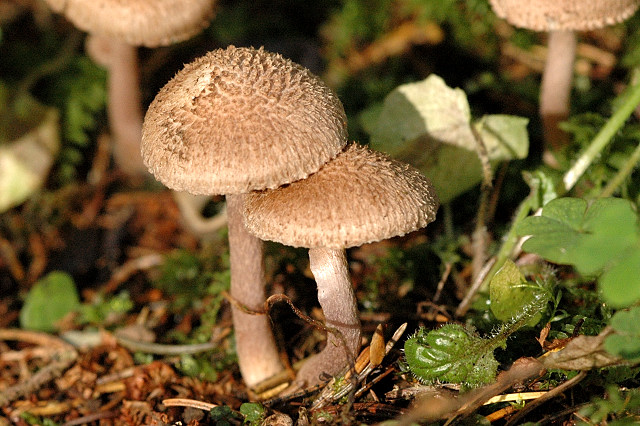
!!!Inocybe lanuginosa!!!

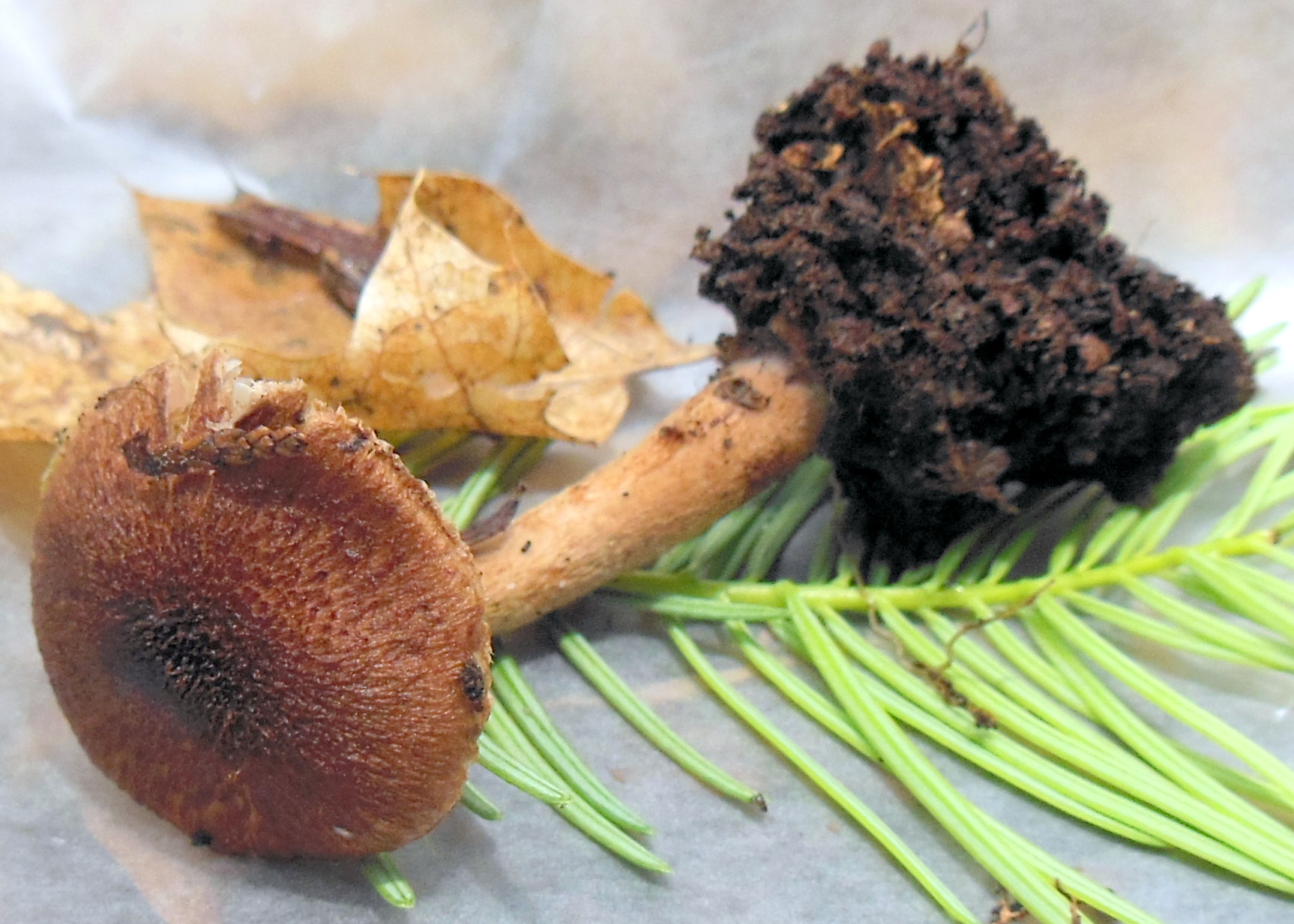
!!!Inocybe stellatospora!!
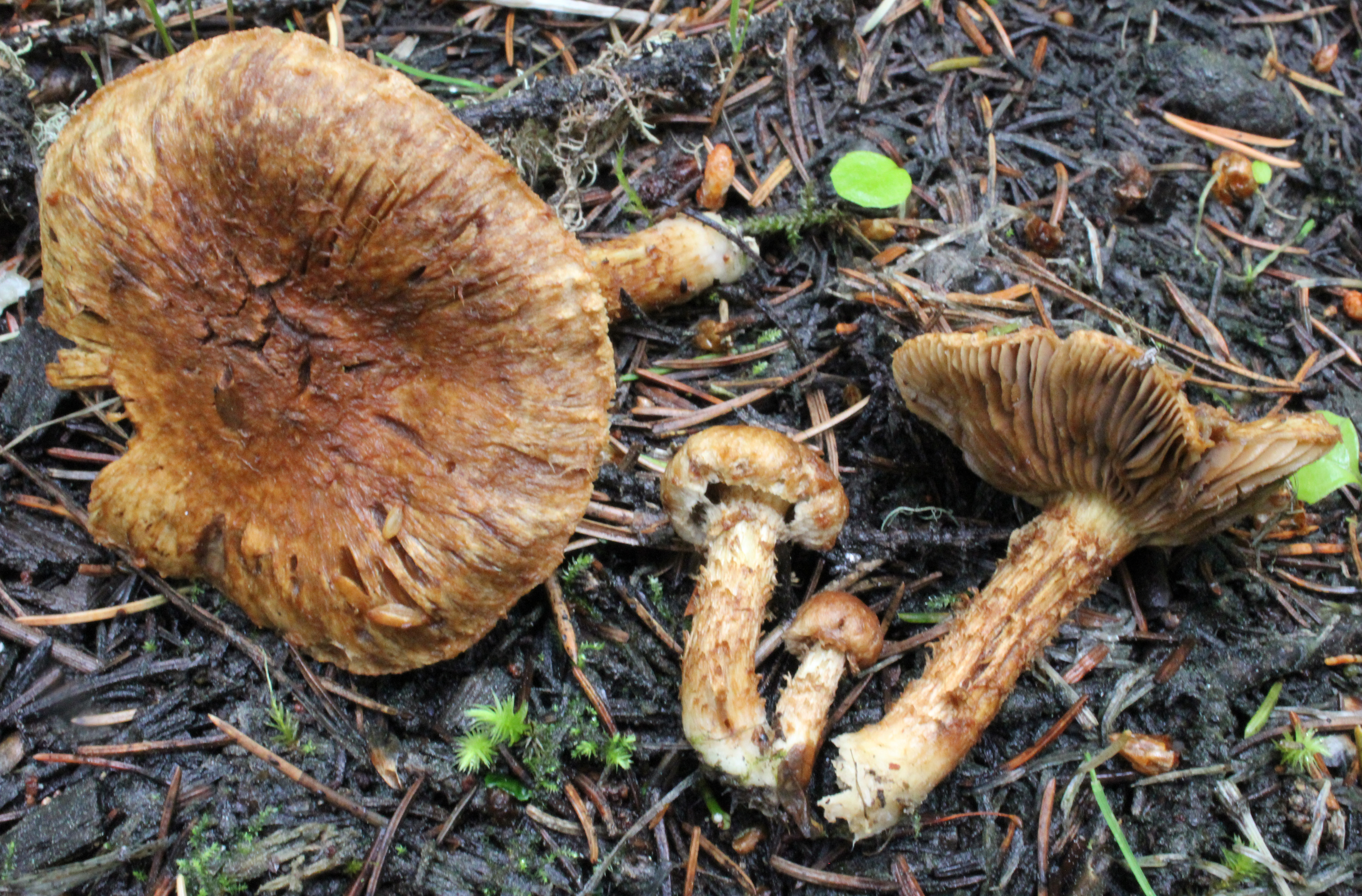
!!Inocybe terrigena!!
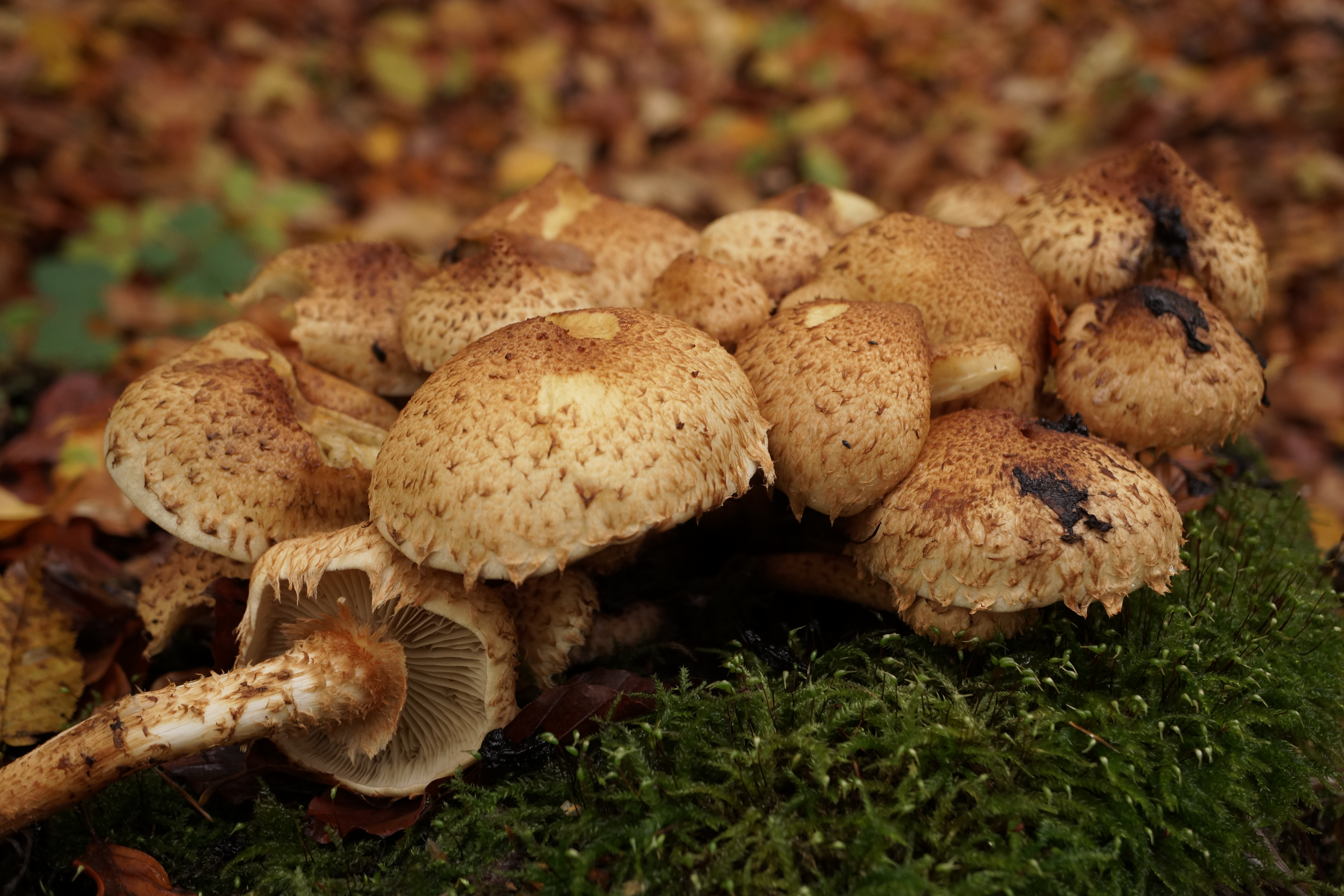
Pholiota squarrosa
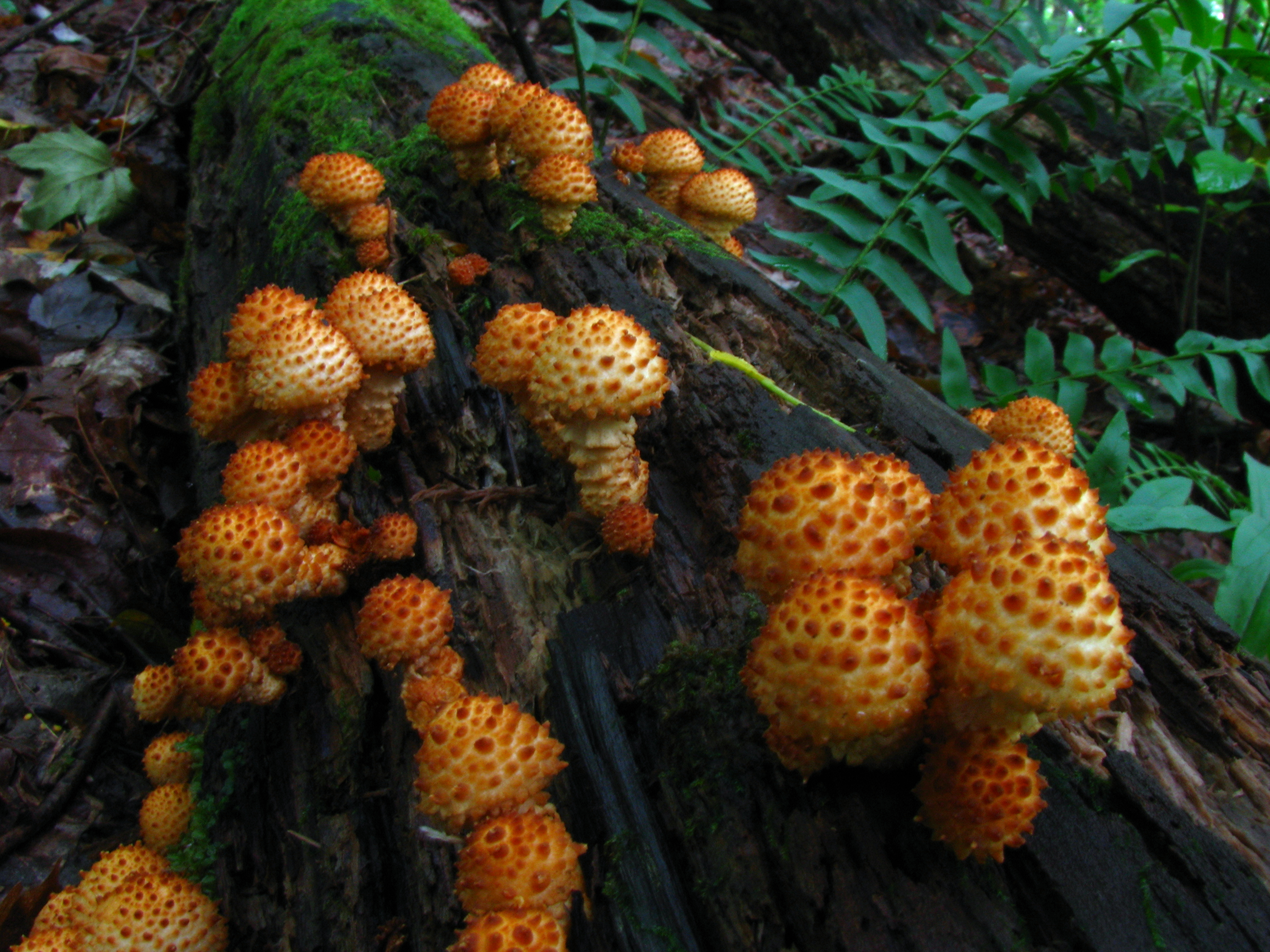
!Pholiota squarrosoides!  56030
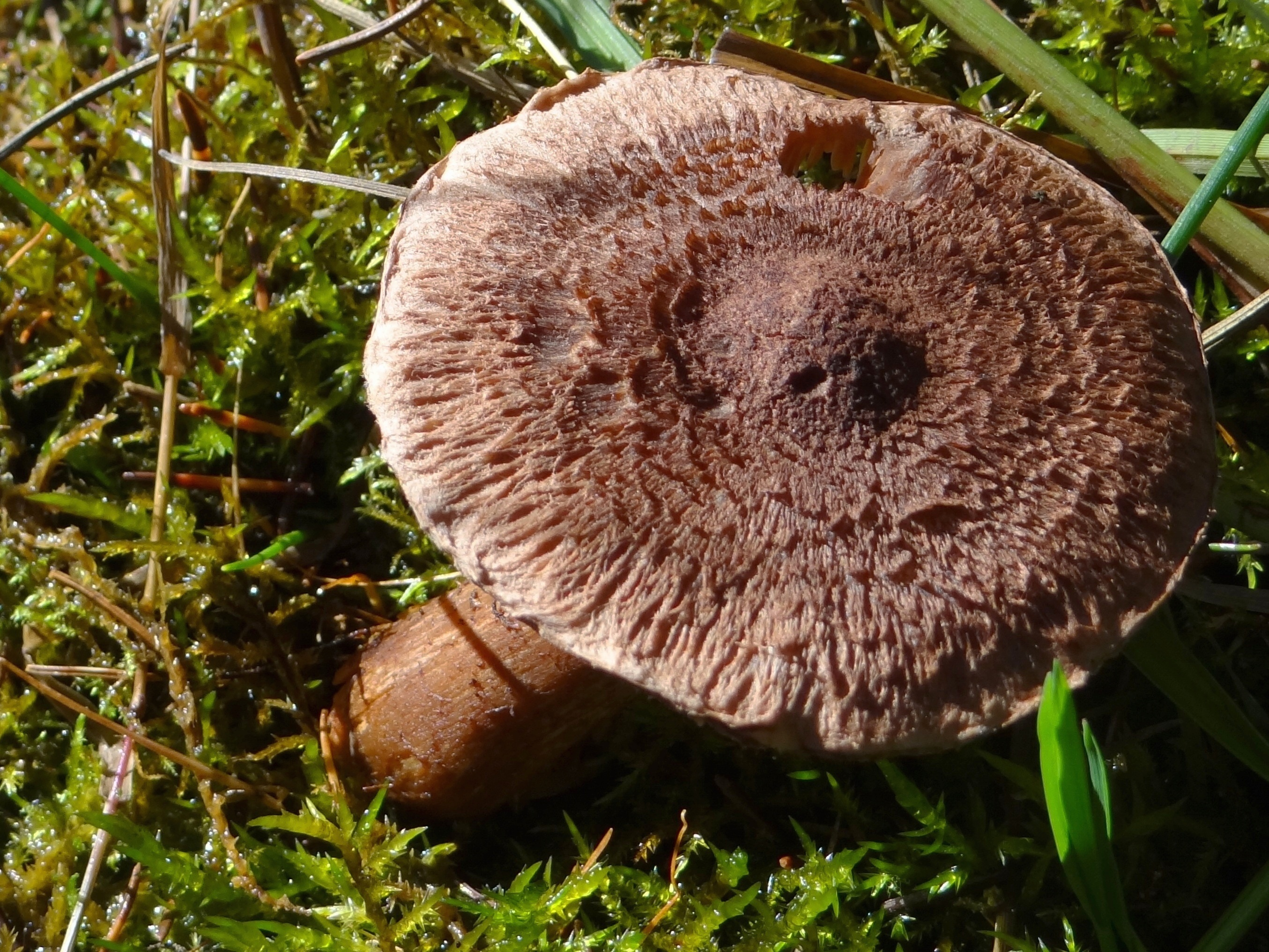
!Tricholoma vaccinum!

## Valorificare
Inocybe dulcamara conține și ea muscarină, dar nu în doze prea mari, astfel este o specie otrăvitoare, dar, atât cât se știe, nu letală, cu un miros și gust nu neapărat plăcut.